# Phare de Strømtangen

Le phare de Strømtangen (en norvégien : Steilene fyr) est un phare actif situé dans l'Oslofjord extérieur, sur un îlot, dans la commune de Fredrikstad, comté d'Østfold.
Il est géré par l'administration côtière norvégienne (en norvégien : Kystverket).

## Historique

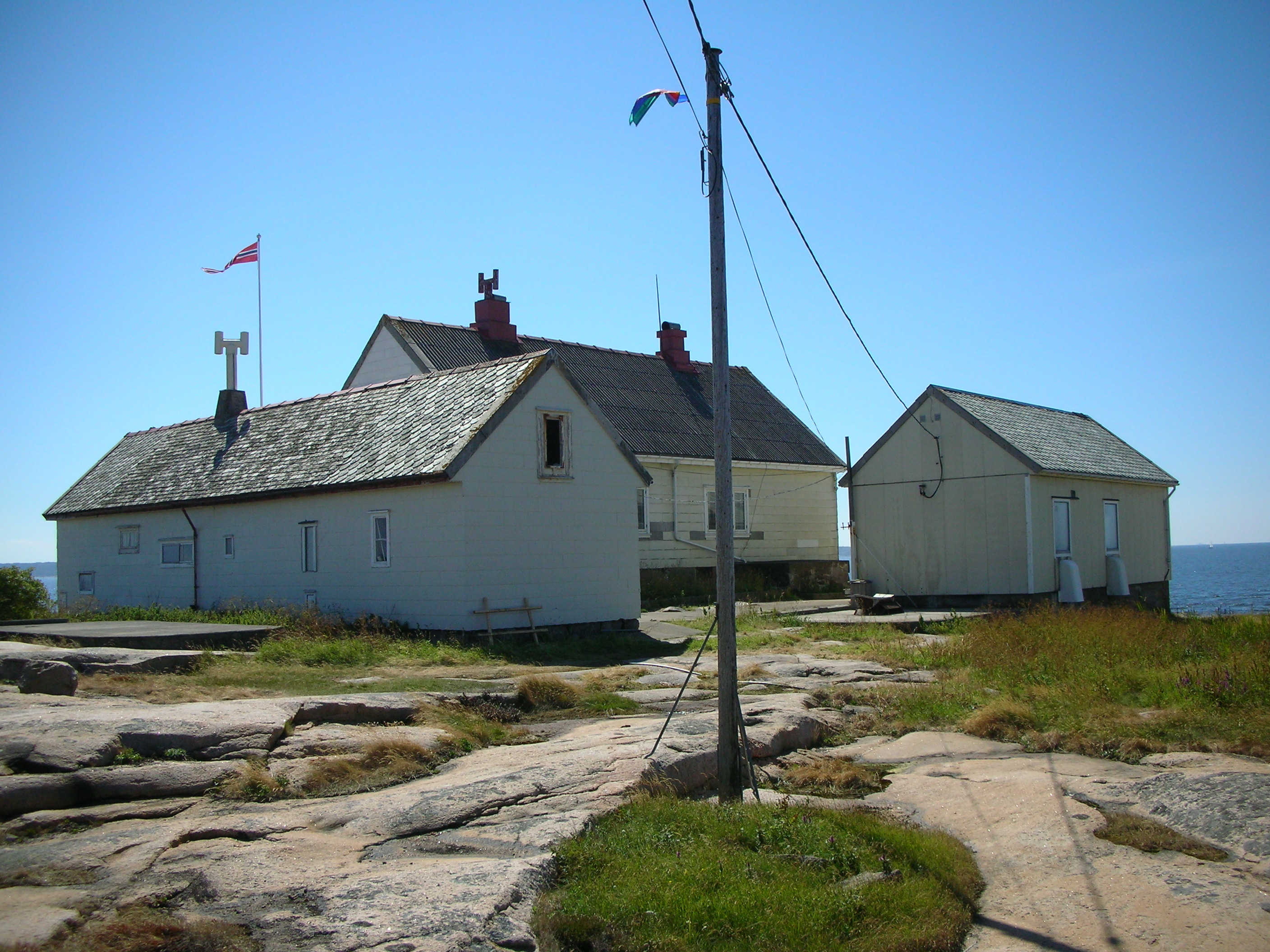
Ancien bâtiment

Le phare d'origine a été mis en service le 20 septembre 1859. Dans la liste des phares, le phare s'appelait Torgauten jusqu'en 1883, mais a ensuite changé pour le nom de Strømtangen (Torgauten). En 1880, une corne de brume manuelle a été acquise pour être utilisée chaque fois que des signaux du phare étaient entendus dans le brouillard par les navires qui passaient. En 1951, l'alimentation électrique d'un générateur électrique diesel a été installée ; Dans le même temps, la corne de brume a été remplacée par une sirène.
Le phare a été automatisé et dépeuplé en 1977. Il a été remplacé par une tourelle en 1977.
Strømsund se situe entre l'îlot où se dresse le phare au sud et le continent au nord. Le phare lui-même se dresse aujourd'hui sur un pilier au sud de l'ancien phare. Les bâtiments de l'ancien phare sont loués depuis 1992 comme lieu de villégiature par l'association Oslofjordens Friluftsråd.
Il y a une station météorologique entièrement automatique de l'Institut météorologique norvégien.
Identifiant : ARLHS : NOR-041 ; NF-014100 - Amirauté : B2288 - NGA : 0264.

### Lien connexe
- Liste des phares de Norvège